# Duboka
Duboka je vesnice v Chorvatsku v Dubrovnicko-neretvanské župě v opčině Slivno. V roce 2001 zde žilo 130 obyvatel v 51 domech. V obci se nachází jeden z konců pelješackého mostu.

## Poloha
Vesnice se nachází mezi Dubrovníkem a Splitem, asi 3 km západně od Kleku a 6 km od bosenského Neumu. Na místě jsou ideální podmínky pro vodní lyžování, windsurfing a kitesurfing.